# Histoire de la comptabilité
 (août 2019).
Si vous disposez d'ouvrages ou d'articles de référence ou si vous connaissez des sites web de qualité traitant du thème abordé ici, merci de compléter l'article en donnant les références utiles à sa vérifiabilité et en les liant à la section « Notes et références ».
Il est d’usage de faire remonter l'histoire de la comptabilité à 1494 le premier écrit théorique sur la comptabilité. Dans son ouvrage de mathématiques, Summa de arithmetica, geometria, de proportioni et de proportionalita publié à Venise, le moine Luca Pacioli décrit le mécanisme de l’enregistrement en partie double.
Jusqu’au XXe siècle, les écrits comptables sont restés essentiellement des ouvrages techniques ou pédagogiques. L’avènement de la société industrielle et le développement des sociétés par action à la fin du XIXe siècle ont conduit les outils comptables à évoluer.
En France, la publication du premier plan comptable général, en 1942, est inspirée des nombreux travaux et expériences menés durant les décennies précédentes, notamment ceux d’Émile Rimailho (1928). Elle marque le premier pas de la normalisation comptable française.
À la même époque, ce phénomène de normalisation se manifeste également dans les autres pays industrialisés.

## Chronologie

### Préhistoire
Le besoin d'inventaire précède l'invention de la comptabilité. On ne peut que supposer l'existence d'une "proto-comptabilité".

### Sumer
Les premières traces d'écritures ont été découvertes dans les fouilles archéologiques menées en Mésopotamie. Ces fouilles ont conduit également à découvrir des traces d'inventaires comptables sous forme d'encoches réalisées sur des supports d'argile. Les origines de la comptabilité se confondent donc avec les origines de l'écriture (et de la cartographie) ce qui peut conduire à penser que l'histoire de la comptabilité est aussi ancienne que l'histoire de l'humanité elle-même.

### Antiquité
L'histoire de la comptabilité remonte à l’Antiquité. L’activité comptable (au sens de "décompte des valeurs") ne se limitait pas seulement au fait d’enregistrer des actes commerciaux. Les ancêtres des comptables se rencontraient déjà dans les anciennes civilisations, chez les riches marchands et chez les banquiers. Ils remplissaient alors les fonctions d’intendants. Ces intendants prenaient en charge la comptabilité de la maison. C’étaient souvent des esclaves érudits. Ce furent les ancêtres des comptables en entreprise.

### Moyen Âge
Les pratiques comptables évoluent, accompagnant les pratiques commerciales. L'invention de l'imprimerie et l'utilisation du papier sont des facteurs importants permettant de comprendre la généralisation de techniques d'enregistrement comptable durant la fin du Moyen Âge.
En 1493, le moine Luca Pacioli édite, en italien, le premier ouvrage qui traite de comptabilité. Il vulgarise ainsi les pratiques commerciales utilisées par les commerçants du nord de l'Italie, et la technique de tenue de compte "en partie double". Celle-ci consiste à enregistrer toute opération dans deux comptes simultanément. Lorsque les deux comptes utilisés sont des comptes de patrimoine, l'écriture traduit un changement de la structure du patrimoine (le commerçant paye des marchandises, l'augmentation de la valeur du stock de marchandises compense la diminution du compte de caisse).

### Du XVIe au XVIIIe siècle
Les techniques comptables évoluent progressivement. Des obligations comptables apparaissent comme l'obligation faite aux manufactures françaises au XVIIe siècle de tenir un inventaire bi-annuel des stocks.

### XIXe siècle
Jusqu’au XXe siècle, les écrits comptables sont restés essentiellement des ouvrages techniques ou pédagogiques. Les réflexions théoriques étaient relativement réduites et portaient essentiellement sur les mécanismes comptables d’enregistrement ou sur les concepts et les définitions. À titre d’exemple, on peut citer l’ouvrage de Charles Penglaou Introduction à la technique comptable édité en 1929.
L’avènement de la société industrielle et le développement des sociétés par action à la fin du XIXe siècle ont conduit les outils comptables à évoluer. La réflexion comptable s’est alors portée aussi bien sur les améliorations des techniques de tenue des comptes que sur les problématiques de calcul de coûts. La comptabilité de gestion notamment doit beaucoup aux ouvrages précurseurs de Frederick W. Taylor (1902)  ou d’Henri Fayol (1916).

### XXe siècle
- Si vous ne connaissez pas le sujet, laissez ce bandeau (vous pouvez alors contacter les auteurs).
- Si vous supprimez le contenu mis en cause (vous pouvez préalablement contacter les auteurs),

argumentez précisément cette suppression dans la page de discussion
(un manque de référence n'est pas un argument ; une recherche réelle de référence doit avoir été effectuée, être formellement documentée).
Ce qui caractérise le développement de la comptabilité au XXe siècle et le phénomène d'harmonisation des pratiques (on parle de "normalisation"). Harmonisations nationales dans un premier temps, puis harmonisation internationale qui va s'accélérer durant la deuxième moitié du siècle.
En France, la publication du premier plan comptable général, en 1942, est inspirée des nombreux travaux et expériences menés durant les décennies précédentes, notamment ceux d’Émile Rimailho (1928). Elle marque le premier pas de la normalisation comptable française.
Ce phénomène de normalisation se manifeste également dans les autres pays industrialisés, même s’il ne porte pas toujours autant qu’en France sur la comptabilité analytique.
Aux États-Unis, un double mouvement est à souligner. Tout d’abord, dès la fin du XIXe siècle, les universités américaines ont créé des départements d’enseignement de gestion dans lesquels exerçaient des professeurs de comptabilité. Ceux-ci ont produit les premiers ouvrages théoriques comptables. Par ailleurs, la crise de 1929 a conduit le législateur américain à renforcer la réglementation comptable. Le FASB, comité américain des normes comptables et financières, se dote alors d’un « cadre conceptuel », cadre théorique général permettant de définir les objectifs et les grands principes comptables servant de guide au travail des normalisateurs.

#### Systèmes comptables
L'invention du lettrage conversationnel 1962, a permis à la mécanographie et aux gros ensembles d'ordinateurs à faire de la comptabilité générale en grandes entreprises et d'effacer l'image caricaturale de la profession comptable. L'informatisation de la comptabilité générale dans les grandes entreprises qui permet la présentation des résultats mensuels à j+5 après la fin du mois a chassé l'image du comptable "rond-de-cuir".
En ce qui concerne les ancêtres des comptables libéraux, on en trouve des traces assez nettes dans le cadre de la fonction publique, c’est-à-dire dans l’Administration où ils jouaient dans ce domaine un rôle moyen selon page 15 de "Histoire de la profession comptable" (libérale) parue, à la suite du 47e congrès de l'Ordre des experts-comptables en octobre 1993. Ils firent leur apparition tout d’abord dans l’administration militaire. Ils étaient chargés de relater les péripéties militaires mais aussi de tenir l’inventaire des marchandises soumis aux fluctuations de la consommation par les troupes et l’accumulation du butin au fil des victoires. Les chefs militaires savaient ainsi combien de temps pouvait encore durer la campagne en cours. En bons gestionnaires, ils devaient prendre en ligne de compte les denrées qui devaient nécessairement êtres trouvées sur place. Ils devaient en plus connaître le rendement de la guerre entreprise, et par conséquent évaluer le solde que la troupe pourrait percevoir après que l’État et les seigneurs de guerre se seraient partagé les richesses les plus remarquables.
Comme la monnaie a été longtemps inconnue, l'impôt était payé en nature, les scribes réalisaient en plus des travaux d’arpentage pour pouvoir fixer le montant de l’impôt à payer. Cet éventail de fonctions réalisées par les scribes suscite plusieurs remarques. Tout d’abord il est logique de voir ainsi les professions de comptable et de géomètre se confondre. Pour les deux activités, il s’agissait d’utiliser les chiffres de l’arithmétique élémentaire, le calcul des surfaces comme assiette de l’impôt qui se basait sur l'espace exploité. Les études qui menaient à ces professions étaient longues et coûteuses, en partie alignées sur celles qui menaient à la prêtrise. Souvent dans les sociétés anciennes les chiffres avaient un caractère sacré. Ils étaient souvent liés aux calculs astronomiques pour savoir quand se produiraient certains phénomènes naturels et pour calculer le retour des saisons et aussi pour mesurer le temps. Les cultures avancées et même les plus primitives utilisaient et utilisent toujours des systèmes numériques qui se sont maintenus jusqu’à nos jours. Le cycle des études d'un expert-comptable est comparable en durée à celui d'un chirurgien.
Avant l'invention de la comptabilité conversationnelle par lettrage informatique, l'organisation de la comptabilité a connu cinq systèmes comptables en dehors de ce dernier :
- la comptabilité à l'italienne,
- le journal américain,
- le système par décalque
- la comptabilité mécanisée sur positionneuses comptables à introduction frontale,
- la comptabilité informatique selon le CdC standard des constructeurs de matériel informatique,
- la comptabilité conversationnelle par lettrages informatiques qui a révolutionné à la fois la gestion des grandes entreprises et le monde des ordinateurs. Ce que les gros ensembles savaient subitement faire, les minis ordinateurs sans usage depuis 1952 sauraient le faire à la place des ateliers de machines comptables, toutes obsolètes du jour au lendemain.

#### La comptabilité à l'italienne

##### Présentation
C'était jusque dans les années 1950 le système pratiqué en grandes entreprises, ainsi que le système académique d'enseignement de la comptabilité universellement adopté. La didactique de la méthode se limitait à la saisie des écritures au journal unique. En pratique, les journaux étaient créés et utilisés par nature, achats, banques, clients etc. L'organisation scientifique du travail exigeait en plus qu'ils fussent subdivisés en journaux "jours pairs" et "jours impairs". Les journaux étaient tenus par les aides-comptables. En fin de journée ouvrable, ils étaient remis au comptable "Teneur de Livres". Cinq journaux auxiliaires étaient tenus par service comptable. C'était à eux qu'il incombait d'alimenter les cinq Grand livres, à savoir :
- Le grand livre des " Comptes Généraux " 
- Le grand livre des comptes individuels " Fournisseurs ".
- Le grand livre des comptes individuels " Clients "
- Le grand livre des "Banques "
- Le grand livre des " Frais Généraux "

##### Legrand livre
Ce terme éponyme propre à ce registre du système comptable centralisateur à l'italienne ne correspond plus pour ce même grand livre encore utilisé de nos jours. Ce terme lui venait éventuellement du fait que pour une écriture passée au journal, il fallait en passer deux au grand livre, soit l'une au débit et l’autre au crédit, ce qui multipliait son volume par rapport au journal. De l’un comme de l’autre côté, on devait passer un article indépendant. Le compte individuel au grand livre prenait déjà la forme d’un T. L’écriture enregistrée au côté gauche du compte T provoquait une écriture au côté droit sur un autre compte… 
Au libellé de l'écriture du débit on rappelait la date du journal et la page ou se trouvait le crédit de l'écriture correspondante, on en rappelait les mêmes au crédit. Cette technique caractérisait sa stipulation de comptabilité à partie double.
Le grand livre était utilisé sous forme de reliures de feuilles de comptes sous couvertures cartonnées ; le dos renforcé de garnitures en tôle de zinc. Il est possible que la dénomination lui vint du fait de sa dimension de 50 cm sur 40 cm, ils pouvaient atteindre le poids respectable de 10 à 15 kg. Le grand livre présentait deux comptes par page.
Les reports des journaux aux Grands Livres devaient se faire le lendemain de manière qu'il y ait tous les matins des journaux reportés de disponibles. Sauf épidémie ou effet de force majeure, il n'y avait pas d'absent dans ces services à cette époque.
En règle générale, le comptable qui tenait le grand livre des comptes généraux était le mieux payé en dehors du chef du service comptable. Il coiffait ses autres collègues. C'était lui qui tenait en plus les comptes centralisateurs des autres comptabilités auxiliaires Clients, Fournisseurs et des Débiteurs Créditeurs Divers, Banques et Frais Généraux. C'était lui qui dressait les différentes balances d'arrêtés de fin de périodes trimestrielles et d'inventaire en fin d'exercices.
Les journaux par nature se présentèrent sous forme de registres reliés, dont les pages étaient foliotés et paraphés par le greffe du tribunal de commerce. Les écritures des journaux par nature étaient fidèlement reportées aux grands livres correspondants.
Les postes de travail des comptables se présentaient sous forme de pupitres avec des plateaux en pentes placées à hauteur d'homme. Ainsi, le grand livre reposait incliné pour faciliter l'écriture, bloqué par un arrêt pour ne pas tomber du pupitre. Le comptable se tenait debout ou assis sur un haut tabouret de bar pour passer les écritures. Les grands livres ne devaient comporter ni ratures, ni surcharges, ni vides. En cas de report, les lignes non utilisées d'un côté ou de l'autre du T, étaient à barrer d'une tangente reliée par un petit trait horizontal en haut et en bas au cadre réservé à la zone des libelles des écritures. Les Allemands avaient trouvé une dénomination mnémonique à ces traits de protection contre l'écriture en nommant cette figure obligatoire "Buchhalternase ", le nez du comptable.
Les qualités premières exigées du professionnel attaché à ce système étaient la calligraphie et l'aptitude au calcul rapide. Aussi ces deux matières figuraient aux programmes académiques et des instituts de formation comptable. La mention, zéro en calcul rapide aux examens de CAP et de teneur de livre était éliminatoire. Les machines à calculer, bien qu'elles existassent sur le marché, n'avaient pas droit de cité à l'époque de la glorification du travail manuel et mental. Cette interdiction devait durer jusqu'aux années 1950 dans les services comptables du secteur privé.

##### Effectifs
L'effectif d'une comptabilité générale en grandes entreprises comportait en moyenne une quinzaine de personnes. Il se répartissait en gros de la manière suivante :
Le chef comptable et son adjoint.
1 Comptable qui était chargé du groupe auxiliaire des comptes généraux. Il s'occupait des classes ; 1-2-3 du plan comptable. Il passait les écritures de centralisations mensuelles des autres groupes de comptabilités auxiliaires. La gestion des DcD de la classe 4 lui incombait également. C'était lui qui présentait les balances générales avant bilan. Il passait aussi les écritures réfléchies de la comptabilité analytique.
1 Teneur de livres chargé du groupe 6 du plan comptable. Il tenait le journal et le grand livre du groupe auxiliaire des frais généraux. La gestion délicate des voyages et missions était de son ressort.
1 comptable chargés de la tenue du compte des banques et du compte courant postal.
4 à 5 personnes chargées du groupe auxiliaire des fournisseurs.
5 à 6 personnes chargées de la gestion du groupe auxiliaire des clientes.

##### Comptabilités auxiliaires de la classe 4 du PCG (Plan comptable général)
Les comptes de la classe 4 (Tiers) étaient subdivisés par des comptes divisionnaires. Obligatoirement pour une gestion rationnelle et selon le plan comptable le compte divisionnaire 0 spécifie qu'il s'agit des Fournisseurs 40. Dans la même optique le compte 1 de subdivision caractérise les comptes Clients 41. Les comptes divisionnaires 3 à 9 complètent la classe 4 alors que seuls les comptes 46 s'intitulent Débiteurs divers et Créditeurs divers. La série des comptes et des sous-comptes de la classe 4 monopolisent 80 % des écritures comptables en grandes entreprises. Ceci explique le pourquoi de la fonction en groupes de ces comptabilités auxiliaires. Cette quantité considérable de documents à traiter, explique finalement le pourquoi de l'incapacité des grandes entreprises de s'accommoder à faire de la comptabilité à la mode des comptables libéraux.
Savoir que le montant des achats de la taille de la SACM, Entreprise industrielle de transformation au CA mensuel de 100 000 KF représentait en moyenne 40 % du chiffre d'affaires, donne déjà une idée du volume en factures, règlements, relances et de comptes que le groupe auxiliaire des fournisseurs se devait de générer.
Les effectifs
Tâches aux Groupes auxiliaires des tiers
En moyenne, quatre employés assuraient le fonctionnement du groupe de la comptabilité auxiliaire des fournisseurs. Ils se partageaient le travail de la façon suivante : 
Le chef de groupe, un comptable expérimenté. Il était chargé du contrôle des paiements Fournisseurs. Les nombreuses conditions de règlements en vigueur compliquaient considérablement cette opération. Les conditions générales qui concernent les paiements au comptant s'échelonnaient et s'échelonnent toujours et encore comme règlements par chèques avec escomptes de 3 % sous 8 jours, de 2 % sous 15 jours et à 1 % sous 3 semaines. Dans ce cas, l'initiative du règlement incombait au groupe fournisseurs.
Avant l'établissement du chèque et avant de le transmettre à son chef de groupe pour contrôle, le teneur de livres chargé de la préparation des règlements, devait rédiger la pièce comptable concernant le montant du produit financier à réaliser. Selon la situation de trésorerie de l'entreprise, ce type de règlement pouvait changer la fréquence des traitements ainsi que le résultat des produits financiers. Non sans raison, les calculs commerciaux et les mathématiques financières ne figurent qu'aux programmes des examens de comptabilité. Ils exigent une certaine logique pour en comprendre l'intérêt profond. Par exemple un escompte de 2 % en quinze jours correspond au Teg de 48 %. Il n'existe pas de meilleur placement que de régler ses fournisseurs au comptant. De toute manière l'escompte représente un élément de prix de revient, alors quitte à lancer un emprunt obligataire à 3,5 % du montant des achats mensuels et à nous les produits financiers.
Les chèques émis fin de mois, net de tout escompte, soldaient en affaire tout paiement au comptant. Sauf les entreprises publiques et semi-publiques, en 1962 les autres fournisseurs ont tous accepté nos règlements comptants que la prise de l'initiative des règlements nous facilitait de pratiquer sur une grande échelle.
Les règlements par CCP étaient basés sur le principe du chèque sauf qu'il fallait utiliser le document imposé par l'administration postale.
L'usage de la traite est le mode de règlements le plus fréquent. C'est aussi celui qui dans une grande entreprise est à même de poser le plus  de difficultés.
Dans ce cas de paiement, l'initiative du paiement provient de la part des fournisseurs qui envoient les extraits mensuels des factures accompagnés des traites à l'acceptation.
Celles-ci peuvent être à 30, 60, 90 et même à 120 jours, le 5 ou le 10 fin du mois suivant. Le délai de 120 jours ne s'utilise pratiquement pas, il perd la faculté du réescompte du portefeuille des titres de la part de la Banque de France.
Dans une grande entreprise, ce mode de paiement est à même de poser de sérieux problèmes. Un relevé de factures accompagné de sa lettre de change comporte souvent plusieurs factures. L'acceptation de la traite implique la griffe " bon à payer " sur les factures de la part du destinataire de la marchandise. Pour des raisons comme ; quantités de pièces non conformes, pièces refusées au contrôle, erreur sur factures, grèves de toutes sortes, font que les factures composant un relevé n'arrivent pas à la comptabilité dans les délais. Dans ce cas le comptable, pour ne pas bloquer le règlement doit corriger le montant de la traite qui comporte des obligations légales à observer sans compter le règlement après litiges toujours délicats à mener à bien.
-  1 teneur de livre chargé de l'attribution des N° de pièces comptables, du N° des comptes fournisseurs, du classement des factures par échéances et par fournisseurs, du rattachement des factures avec le relevé fournisseur correspondant.
- 1 teneur de livre chargé de la tenue du journal des achats aux fournisseurs français. Il tenait aussi le grand livre correspondant à ses fournisseurs. Il s'occupait du lettrage des factures payées, de la détermination des soldes ainsi que de l'établissement de la balance des montants et des soldes, de l'archivage.
- 1 teneur de livre qui s'occupait des mêmes en ce qui concerne les fournisseurs étrangers. Les délicats problèmes causés par les frais de douane, de licences et de conversions des devises en monnaie nationale étaient de son ressort.
Groupe auxiliaire clients
- Trois comptables étaient attachés en moyenne au groupe des comptes ordinaires. Ils s'occupaient respectivement, l'un de la gestion des clients français, l'autre des clients étrangers et le troisième, le chef du groupe, s'occupait de la tenue du Grand livre des comptes ordinaires, du suivi des comptes et de la correspondance avec les clients.
- Deux autres comptables étaient chargés du suivi des commandes inscrites. Sous cette dénomination s'entend le suivi des commandes de machines complètes ou de grosses commandes passées avec des conditions de paiements et de livraison spéciales comprenant les payements d'avances et du suivi de règlements à terme. Chacun devait passer ses écritures au grand livre. Ils s'occupaient tous de la surveillance des créances par l'émission manuelle des "relevés mensuels" des factures impayées.

#### Le Système du Journal Américain
Ce système avait sa place au programme de l'enseignement technique comptable. Ce journal comportait un nombre important, environ une douzaine de colonnes débits crédits.
Du fait de sa technique d'utilisation très pratique, ce journal trouvait sa place pour la gestion des petits commerces comme dans les petites entreprises artisanales non intéressées au régime forfaitaire vis-à-vis du fisc. Ce type de comptabilité était souvent assuré par des étudiants ou des aides-comptables pour arrondir les fins de mois.
Sa capacité de faire à la fois office de journal et de grand livre présentait un avantage appréciable. Pour son bon fonctionnement, il était équipé des colonnes dates et libellés, la dernière des douze colonnes débits crédits était réservée au regroupement de divers comptes pour lesquels l'utilisateur ne jugeait pas utile de réserver une colonne individuelle.
Les colonnes étaient additionnées pour changer de page et pour fournir les montants des balances intermédiaires. Les reports à nouveau sur de nouvelles pages de journaux fournissaient les enchaînements pour les arrêtés mensuels que ce type de comptabilité facilitait de pratiquer. D'arrêté périodique en arrêté périodique, ce système, automatiquement aboutissait aux écritures d'inventaire et à la fin de l'exercice.

### Le système Obbo ou comptabilité par décalque
La Maison Obbo, « organisation de bureau et bureau d’organisation », slogan qui figure sur le Plan Comptable Type des années 1950, a son siège social à Strasbourg et une succursale à Mulhouse. Obbo commercialisait un astucieux système comptable par décalque. Il permettait la tenue de la comptabilité par le système centralisateur au même titre que le permettaient les machines comptables. Le système Obbo se singularisait du système centralisateur manuel par le fait que les comptes du grand livre étaient constitués de feuilles volantes. Ce système comptable était de la famille du système centralisateur avec comptabilités auxiliaires. Ces dernières comprenaient le journal et les comptes individuels des Fournisseurs, des Clients, des Banques, des Frais Généraux et des Comptes Généraux. Ce système comptable fonctionnait à l'aide d'un mécanisme qui servait à fixer le journal, le papier-carbone ainsi que le compte individuel mis à contribution pour passer les écritures. La superposition du compte en alignement de la première ligne disponible sur le journal avec son équivalent du compte permettait d’obtenir par décalque la copie des écritures pour constituer à la fois le compte individuel ainsi que le journal. La saisie des écritures par décalque évitait les reports au grand livre.
Cette méthode donnait entière satisfaction aux artisans, aux commerçants, aux PMI comme aux PME.
Ce système excluait toute erreur de report des écritures autrement toujours possibles.
Ce système innovateur, inventé par M. Camille MANNE et commercialisé par la Sté Obbo, n'apportait aucune amélioration quant à l'élaboration des relevés de relances mensuelles. Les écritures étaient passées à la main dans les différents groupes des comptabilités auxiliaires du système comptable centralisateur.
Pour l'époque, il était remarquable de constater que ce système fonctionnait à base d'un plan comptable de type Obbo. Il faut noter que le système RUF inventé par un comptable suisse, Alphone RUF, en 1917 est antérieur à OBBO. Il consistait en une plaque de métal munie d'une réglette sur laquelle on faisait descendre un onglet métallique qui évitait d'écrire sur le ligne précédente, la feuille de carbone cachant le journal et les lignes d'écritures. Comptabilité RUF était installée à Paris, 48, rue de Dunkerque 9ème arrondissement. Ensuite les système passa sur une machine à écrire avec un introducteur de compte, le Placeur.
D'autres marques de comptabilité par décalque ont été très présentes jusque dans les années 1970 :  CSM, RUFF, KALAMAZOO, EXACOMPTA, DECKEKER, DAUPHIN, etc.

### Système comptable centralisateur mécanisé sur positionneuses comptables à double introduction frontale

#### Présentation
L'Américain W. Burroughs attacha son nom à la première machine comptable qui vit le jour en 1885. Elle déjà engageait la comptabilité dans des voies nouvelles…  
À partir des années 1950 jusqu'au début des années 1980, malgré l'implantation des traitements mécanographiques dans les grandes entreprises et les administrations, la comptabilité générale était exclusivement assurée par des machines comptables à introduction frontale de ce type. Elles étaient davantage connues sous le terme de positionneuses comptables à double entrée. Les premières étaient même à triples entrées. Il fallait introduire le papier-carbone avant la mise sur le marché du dispositif des doubles rubans encreurs.
Ce qualificatif d'entrées multiples, elles le devaient à la conception spéciale du chariot. Ces introductions frontales multiples de prime abord laissaient présager des complications, rien que par la polyvalence dont elles étaient affublées. Pour elles aussi se vérifiaient le dicton ; qui trop embrasse mal étreint.
Le traitement de la comptabilité générale en grandes entreprises était donc uniquement réservé aux positionneuses comptables à introductions frontales, qui évoluaient, il faut bien le dire, à l'ombre de la mécanographie d'abord, et des ordinateurs ensuite.
Il y avait en 1965, cinq vieilles NCR à la SACM de Mulhouse. Malgré tout le bien que l'on pouvait en dire, elles avaient le lourd handicap de présenter jusqu'au dernier jour de leurs mises en service des comptes qui étaient loin de fournir une situation immédiatement exploitable dans le domaine de la gestion des tiers. Les détails du solde restaient à extrapoler manuellement de la masse des écritures enregistrées chronologiquement par le comptable pour obtenir l'extrait de compte des créances dues ou à recevoir. Elles restèrent, toute la durée de leur mise en application un moyen de gestion très lourd et très coûteux.
Elles étaient prévues pour imprimer à la fois les journaux et les comptes individuels des différentes comptabilités auxiliaires. Dans ce dessein, elles étaient équipées de grands chariots qui pouvaient recevoir à la fois le journal, le papier-carbone ainsi que le compte individuel. La passation des écritures s'opérait de la manière suivante :
L'opérateur introduisait dans un premier temps le papier-carbone et le journal auxiliaire à traiter pour la durée de la saisie de la nature des écritures préparées. Il prenait ensuite le paquet des comptes individuels assortis aux pièces comptables correspondantes préparées et codifiées à l'avance. Lors de chaque changement de compte, il fallait desserrer le compte traité pour le sortir de la machine avant d'introduire le suivant tout en conservant le journal en place.
Ainsi, il y avait souvent surimpression d'écritures. Ce défaut était préjudiciable lors de l'opération du lettrage et par suite à la lecture du compte lors du relevé des écritures non lettrées.

#### Rôle attribué à ces machines
Ces machines comptables mécanisaient simplement le système centralisateur à l'italienne ainsi que le système Obbo. L'avantage de ces machines par rapport au système italien n'était que dans l'ordre des choses à attendre d'une simple mécanisation. Elles évitaient le report manuel du journal au grand livre ainsi que les erreurs de reports toujours possibles. Ce simple pas en avant mit fin également à l'ère du calcul rapide dans les Grandes Entreprises.
Elles apportaient en plus le calcul des montants débits, crédits et soldes par comptes et les totaux pour les journaux que leur permettait de produire en fin de saisie les 120 compteurs électromécaniques dont elles étaient équipées.
Ces positioneuses avaient leurs avantages et leurs inconvénients. D'abord elles étaient redondantes dès leur origine dans les entreprises ou les organismes équipés en mécanographie. Elles firent leurs apparitions en France dans les années 1940. Par rapport au système Obbo, à l'origine, ces machines avaient surtout l'inconvénient de ne disposer d'aucun repère qui permettait de bien situer la première ligne libre du compte au-dessus de la ligne du journal, qui lui restait engagé en permanence.
Mais la comptabilité de papa comme l'annonçait les promoteurs de ces machines était loin d'avoir fait son temps. Elle n'avait changé ni dans la forme ni dans le fond. Cette mécanisation n'avait en rien amélioré la cadence ni les délais de présentations des résultats (Compte de pertes et profits et bilans). Comme lors de la comptabilité de papa (Comptabilité à l'italienne) les résultats semestriels tombaient toujours à, j + 45.
Les comptes individuels étaient devenus flottants, classés dans des caisses. Le gain en maniabilité et le progrès nul en délais par rapport aux comptes fixes du grand livre se payait très cher en matériel et en personnel.
En outre, elles n'ont, comme toute simple mécanisation de tâches manuelles en rien amélioré la clarté de la tenue des comptes ni les performances comptables dans le domaine de la périodicité de la présentation des résultats intermédiaires ni des résultats de fins d'exercices.

#### Inconvénients du système
Le reproche que les décideurs impuissants pouvaient formuler envers ces machines onéreuses était celui de n'avoir contribué ; ni à l'amélioration de la gestion comptable des entreprises et de n'avoir en rien modernisé le suivi ni la surveillance des comptes de tiers. Comme pour tous les systèmes analysés ci-dessus, l'utilisation de ces machines malgré tous les perfectionnements qu'elles avaient subis, même arrivée au niveau d'ordinateurs de comptabilité, elles ne furent pas en mesure de sortir le relevé des détails du solde précédent. Comme au bon vieux temps silencieux et discret du grand livre tenu manuellement, les comptables se devaient dans le bruit ambiant de l'atelier des machines comptables, comme auparavant, éplucher manuellement, compte par compte les écritures non lettrées pour mener à bien avec les mêmes difficultés les opérations de suivi des créances mensuelles.
Nombreux étaient les constructeurs de ces machines comptables à travers le monde, comme : - Addo -  Adler - Triumph - Burroughs - CSM, Ascota, torpédo à introduction électrique  - Facit - Hermès-Paillard - Hewlett-Packard - Honeywell-Bull ; - IBM - Kienzle - LogAbax - NCR, avec une positionneuse programmable ; - Nixdorf - Olivetti - Olympia - Philips -  Remington Rand - Ruff - Wang - Rank Xerox.
L'effectif.
L'introduction de ces machines n'a en rien amélioré l'effectif des services comptables, au contraire. Les comptables des groupes auxiliaires des comptes généraux, de banques et des frais généraux devaient suivre des cours de formation d'opérateurs sur machines comptables, s'ils voulaient garder leur emploi. Les groupes auxiliaires clients et fournisseurs ne pouvaient se passer d'un opérateur attaché à temps plein à la machine comptable attribuée au groupe.
Évolution technique des machines comptables.
Les constructeurs de ces machines n'ignoraient pas que les services de traitements mécanographiques et les ordinateurs par la suite, savaient tout faire sauf de la comptabilité dans les Grandes Entreprises. Nulle menace ne planait sur l'existence et l'avenir de l'industrialisation des machines comptables. Elles pouvaient poursuivre tranquillement leur évolution à l'ombre des ordinateurs.
Très primitives à l'origine, elles ne donnaient même pas l'aperçu de ce qui était frappé par l'opérateur. Le métier exigeait des champions du clavier.
L'apparition de la deuxième génération palliait largement ce manque de convivialité. Comme on n'arrête pas le progrès, elles furent par la suite dotées de lecteurs de cartes ou de bandes perforées pour devenir de rentables utilisatrices des sous-produits des statistiques de ventes, d'achats, etc., élaborées en ordinateur ou par des facturières munies de perforateurs de bandes.
Pour en assurer la pérennité, elles suivaient fidèlement l'évolution technique de l'informatique. Finalement, elles se trouvèrent munies de lecteurs de cassettes, de disques durs et d'écrans de consoles.
Avant de disparaître elles faisaient figure d'ordinateurs comptables en gardant les inconvénients des positionneuses comptables à double introduction qu'elles n'avaient jamais cessé d'être.
La mise au point des comptes à bande magnétique qui permettait l'introduction mécanique ainsi que le positionnement électrique de la prochaine ligne vierge du compte à utiliser, palliait lors du déclin, non seulement au manque de précision lors de l'introduction du compte, mais encore elle gardait en mémoire le dernier solde, ce qui évitait sa reprise manuelle par l'opérateur.
Un oubli grave serait de négliger l'appréciation du coût d'un atelier de machines comptables. Son installation en grande entreprise se composait de 5 machines au minimum. Il fallait compter 400.000 FF l'unité, valeur 1965.

##### Inconvénients en gestion de l’usage des machines comptables
L’utilisation des positionneuses comptables à introduction frontale par du personnel spécialement formée, était la seule machine sur le marché qui permettait d’éditer des comptes individuels classiques des tiers en comptabilité générale. Ils devaient comporter la raison sociale de l’entreprise et les éléments exigés par le code du commerce. Ces indications permettaient aux comptes de présenter la forme des comptes de tiers sans en apporter automatiquement le fond.
Du fait de l’enregistrement chronologique des événements comptables par comptes individuels, ces comptes présentaient l’avantage d’en révéler en continu le nouveau solde, sans que les détails qui le composaient soit mis automatiquement en évidence.
Difficultés des relevés mensuels
La détermination du détail des nouveaux soldes à traiter en guise de relevés mensuels incombait aux comptables. La connaissance de ces détails résultait du relevé des écritures non soldées à extraire du volume des fichiers volants qui composaient le compte dans son intégralité.
Les écritures soldées se reconnaissaient au pointage alphabétique effectué par écriture à l’aide des paiements utilisés pour l’extraction des comptes mouvementés à repositionner en machine.
Le lettrage comptable.
Dans la foulée, le comptable relevait les écritures non lettrées qui finalement constituaient les détails des relevés mensuels des comptes ouverts dans le fichier des comptes volants. Les brouillons ainsi rédigés restaient à dactylographier par les comptables ou par des secrétaires.
Même en raison de tous les efforts déployés, ce système présentait l’inconvénient de ne pas permettre de relancer mensuellement la totalité des comptes et ceci malgré la subdivision du travail mis en application dans ce sens.
Alors que les comptables des comptabilités auxiliaires, chargés de la tenue des comptes généraux, des comptes de frais généraux et des banques tenaient à la fois le rôle de préparateurs et d’opérateurs sur machines comptables, ceux des comptabilités de tiers, ne s’occupaient que de la gestion des comptes.
Lorsque le volume des affaires l’exigeait, la saisie des écritures se faisait par des opérateurs affectés de manière permanente au maniement d’une machine comptable. Ils n’exerçaient alors que cette fonction.
Le décret 73374 du 28.03.1973 a été mis en application pour l’attribution d’une prime de technicité aux opérateurs sur machines comptables. Ceci démontre bien l’étendue de cette fonction et la force de la corporation.
Bénéficiaires :
Agents affectés de manière permanente au maniement d’une machine comptable, et exerçant réellement ces fonctions.
Description du compte :
Papier carton de 180 gr.
Recto-verso
40 ligne  d’écritures par face.
Lourdeurs du compte dans le système.
Tant qu’il restait une écriture recto ou verso non soldée par compte, ce dernier ne pouvait pas être archivé. Pour cette raison, les détails du solde d’un compte pouvaient s’étaler sur une dizaine de cartes pour un ensemble de 3 000 comptes par exemple.
Pour cette raison, il était pratiquement impossible de relancer mensuellement la totalité des comptes. On se notait le dernier compte relancé pour en reprendre la suite le mois suivant et ainsi en assurer le roulement, mois par mois. Finalement, un même compte était au mieux relancé deux fois par an, dans un lot de 3 000 comptes.
Il est clair que malgré l’usage de ces machines coûteuses, la gestion des comptes de tiers laissait beaucoup à désirer.
Ce qui précède met bien en évidence la complexité de la gestion des comptes de tiers par machines comptables dans les Grandes Entreprises. Aussi ces difficultés justifient largement la volonté ainsi que les efforts déployés dans le domaine de la recherche sur machines à cartes perforées pour trouver une solution mécanographique en mesure de libérer les comptables de l'exploration sempiternelle d'un fichier immense ouvert à la chasse des écritures non lettrées.
Ces recherches systématiques préalables à la frappe des relevés des comptes se faisaient juste pour répondre à la mode. L'absence d'échéances dont souffraient les enregistrements ne permettait pas d'en tirer un autre usage. Ce travail de Romains abattu en totale absence de suivi et sans méthode n'était finalement qu'un énorme gâchis juste bon à la ventilation et à l'aération des comptes volants.

#### Comptabilité informatique en Grandes entreprises selon CdC du Constructeur
Après bien des échecs enregistrés en mécanographie et une longue accalmie dans le domaine qui nous préoccupe, il y eut une nouvelle vague de propositions d'applications comptables suscitées par l'apparition sur le marché d'une nouvelle génération d'ordinateurs.
En 1964 IBM lançait en France la génération des ordinateurs de la série des 360, il était clair que pour ce type de machine, avec un pedigree qui se référait à la perfection, au 360° du cercle, qu'il se devait de savoir tout faire. Dans cette optique, IBM se devait de leur trouver le moyen de faire aussi de la comptabilité afin de démontrer la véracité de son image de marque.
Effectivement les ingénieurs avaient mis au point un CdC type qu'ils adaptaient pour répondre à des questions de détails selon les problèmes particuliers posés par le client. Tout devenait possible grâce aux mémoires dans lesquelles les choses se passeraient sur un 360/40 par exemple.
Malgré cette considérable avancée technique les lacunes du CdC élaboré et présenté, ces merveilleuses machines n'avaient pas libéré les décideurs des Grandes Entreprises conscients de la carence du système, du carcan qui les enchaînait aux machines comptables à introduction frontale.
Par rapport à tous les systèmes de comptabilité approfondis ci-dessus, celui-ci se distinguait singulièrement des autres par l'absence totale de comptes lors du traitement principal.
Par ailleurs, il ne s'en cachait pas, au contraire. Dès la première page, le CdC (voir documents en annexe) annonçait ce détail au chapitre des États, par un laconique : 
1°) Par compte :
Difficulté de conserver la présentation actuelle.
Ce défaut capital en gestion de la classe des Tiers était minimisé par ce que permettra la solution de rechange sur disques. Elle permettait sur demande :
De justifier le solde de chaque compte.
De pouvoir en reconstituer l'historique.
La page 2 du CdC absolument révoltant ne fournit pas davantage de stimulants à l'adresse d'un chef de projet apôtre comptable formé par M. Pouchot et doté d'une sérieuse conscience professionnelle pour mettre en route pour son entreprise une telle absurdité.
Il offrait : (Répétition pour la clarté de l'usage)

2°) Impression périodique : (période à définir)
- Extrait de compte
- ancien solde (montant)
- mouvements
- nouveau  solde

Examinée de plus près, cette possibilité n'offrait aucun élément valable pour gérer des comptes de Tiers. Au contraire, à partir du moment où ces données se retrouvent sous forme d'enregistrements sur disques, ils devenaient inaccessibles par le comptable. Rien ne lui permettait plus d'accéder aux données pour déterminer les éléments impayés en plus il perdait la faculté de péniblement reconstituer sur demande le solde d'un comptes que lui offraient les cartes perforées auparavant.
Ce système comptable se rapprochait à quelques détails près de la comptabilité pratiquée par les professions libérales. La différence voulait que ce qui était négligeable chez ces derniers devînt prioritaire en Grandes Entreprises. À ce niveau, les consultants étaient conscients qu'ils ne pouvaient pas se permettre de faire l'impasse pour ne pas offrir aux Grandes Entreprises une solution en ce qui concernait la gestion des comptes de tiers.
La proposition du recours aux chemises ou aux dossiers pour la gestion de ces comptes, comme pouvaient le proposer les comptables libéraux à leurs clients, n'était ici pas à l'ordre du jour.
Les consultants étaient confrontés à des milliers de comptes clients et de fournisseurs qui génèrent toujours 80 % des milliers de factures, de pièces comptables, de règlements et de fiches de caisses à propos desquels il était incontournable de proposer une probable méthode de gestion globale par ordinateur.
Les inconvénients des anciens systèmes qui entassaient chronologiquement les écritures à travers un grand livre manuel ou par Ateliers de machines comptables sur des comptes volants étaient connus par les chefs comptables utilisateurs.
Ces traitements avaient au moins l'avantage de générer des comptes. Mais hélas, des comptes tellement lourds à exploiter, d'une nature si touffue à interpréter et si prompte à générer de nouveaux comptes sans que les anciens soient soldés, que nulle ne s'accrochait pour le conserver.
Pour cette raison, il tombait sous le sens que les consultants n'avaient pas trop de peines à faire passer en douceur "la difficulté en informatique de ne pas pouvoir conserver la présentation actuelle" de ces comptes.
À défaut de la possibilité de présenter des comptes de tiers, le système proposait des accommodements négociés avec les chefs comptables pour se sortir de ce handicap. Les consultants faisaient miroiter des succédanées de techniques informatiques basées sur des mémoires informatiques, des fichiers sous forme de cartes perforées qui constituaient des historiques éblouissants qui laissaient dans l'ombre les détails du guet-apens vers lequel s'orientaient les comptabilités auxiliaires ainsi mécanisées.
Nonobstant tout le pouvoir de conviction appuyé par la présentation d'un bouquet florissant de nouvelles technologies, les propositions faites à un chef de projets à double casquettes, ne pouvaient selon ce qui était proposé, que mener à l'abandon de toutes comptabilités de tiers et par conséquent entraîner sa comptabilité dans une impasse.
Ce qui dans ce système, se rapprochait le plus à un semblant de compte n'était en réalité comme nous allons le voir plus loin, que le relevé mensuel des factures. Cet état, perturbé par le complément de quelques pièces comptables antérieures, qui pouvaient toujours traîner dans un système complètement désorganisé, n'avait aucune difficulté à donner à n'importe qui, l'illusion d'un extrait des détails du solde d'un compte.
À l'absence de compte, pour faire passer la pilule, le système proposé y remédiait par des échappatoires que seul excusera le manque de déontologie comptable de la part des Ingénieurs consultants qui proposaient ce genre de CdC.
Malgré la puissance électromécanique des ateliers mécanographiques d'une part et d'autre part le recours aux transistors, aux mémoires à ferrites et magnétiques, les mémoires virtuelles sur disques durs et aux mémoires vives par centaines de KO et aux bandes magnétiques, les gros ensembles d'ordinateurs n'étaient pas en mesure de réaliser un autre type de comptabilité, car le problème se situait ailleurs.
Pourtant, c'est en mécanographie que ce système offrait encore le plus de "convivialité", parce que les données restaient sous forme de cartes perforées à la portée des comptables. Quelques entreprises qui s'étaient laissé convaincre, avaient donné dans le panneau et persistaient à leur détriment dans ce mode de gestion. C'état mondialement connu, qu'il était très difficile de revenir en arrière.

#### Fonctionnement du système par fichier à cartes perforées
Pour la durée de l'exercice, après la reprise à nouveau, les écritures comptables des mois antérieures étaient fusionnées d'avec les mouvements du mois pour former une énorme mémoire de masse qui constituait le fichier historique.
Sauf la classe 4 du plan comptable, aucune autre n'exige la mise en évidence périodique des détails du solde précédent.
En raison de cette nécessité, le fichier historique était scindé en deux. À savoir : 
D'une part le fichier des tiers qui restait à la fois à la disposition des comptables comme à celle des informaticiens en vue de la gestion particulière des comptes de tiers. D'autre part, le CdC prévoyait l'obtention d'une carte récapitulative périodique qui résumait les montants débits et crédits ainsi que les soldes par comptes des mois précédents. Ces cartes récapitulatives servaient :
- À tirer les balances mensuelles.
- À effectuer les reports à nouveau ou pour servir d'anciens soldes pour les traitements de la nouvelle période.
Selon le CdC, l'impression périodique des extraits de comptes présentait :
- ancien solde (le total de la carte récapitulative.)
- mouvements de la période
- nouveau solde

La valeur d'exploitation et l'utilité comptable d'un tel état est laissée à l'appréciation du connaisseur… 
D'autre part, les mouvements des autres classes du plan comptable étaient, après obtention de la carte récapitulative par comptes, fusionnés pour former le fichier historique de l'exercice. Les cartes récapitulatives restaient en attente des mouvements de la période suivante. La perforation de cartes récapitulatives de la période précédente par l'intermédiaire des perforatrices connectées aux calculatrices 604 ou aux ordinateurs évitait lors des traitements effectués en batch (par lots) de remettre en ligne le fichier historique qui au fur et à mesure du cumul des travaux mensuels prenait des volumes monstrueux et par conséquent des temps de passage en machine très onéreux et préjudiciable à la disponibilité des ordinateurs.
Temps CPU.
À ce niveau, il est important de savoir que les équipements classiques ne disposaient que de mémoires volatiles électromécaniques (compteurs) et de cartes perforées comme seules mémoires périphériques. Les données saisies par conséquent formaient d'énormes mémoires de masses rangées dans des bacs à cartes stockés dans des meubles spéciaux.
Il est capital de savoir qu'en comptabilité mécanographique, après la saisie des factures clients, fournisseurs et des règlements, il s'avérait indispensable de procéder à l'épuration des écritures soldées afin de garder les détails du solde par compte à toutes fins utiles.
Les Chefs de Projets, qui avaient essayé, n'avaient pas trouvé le moyen d'opérer l'épuration mécanographique.
L'épuration manuelle prônée par contre s'avérait pour des raisons de fiabilité irréalisable dans le temps. Cette extraction était pour la plupart confiée à de petites mains, car trouvée à juste titre rebutant par les comptables. La complexité des techniques comptables évidentes pour le professionnel ne l'était plus pour des non initiés.
Ce qui était plus grave encore, 10 % des règlements enregistrés ne correspondaient à aucune facture à éjecter. Dans certains cas, il s'agissait d'avances sur factures dans d'autres cas, de règlements qui tenaient compte de litiges sur factures ou d'escomptes pour règlement comptant, ce qui excluait l'extraction des écritures tout en exigeant la maintenance du règlement litigieux dans le fichier. En outre, souvent il était procédé à des extractions qui ne correspondaient pas à la facture payée, cas des factures à montants répétitifs dans le cas de transporteurs par exemple. Il arrivait toujours dans ces cas ce qui devait arriver, à l'issue de quelques mois de ce traitement, il ne restait que des fouillis de comptes souvent erronés qui rendaient tout rapprochement impossible.
L'arrivée des ordinateurs sur le marché rendit de l'espoir à quelques téméraires, ils durent vite déchanter. Le fond du problème, c'est-à-dire l'extraction automatique des enregistrements en mémoires correspondant aux règlements, n'était pas résolu. La disponibilité de mémoires sur tambours, sur disques durs, sur bandes magnétiques et autres périphériques auraient permis l'archivage immédiat des cartes perforées, réduit dans ce cas à l'usage de simples supports d'entrée de données.
Malgré la présence des ordinateurs, il fallait garder les fichiers de cartes perforées. Ils restaient indispensables aux utilisateurs malgré la négation par le système prôné par les constructeurs.
Contrairement aux espoirs, les enregistrements magnétiques devenaient franchement inaccessibles aux comptables comme à l'informaticien. Il existait bien des boutons sur certains ordinateurs qui permettaient de changer des données en mémoire.
Cette manipulation était valable en calcul scientifiques où il était possible de changer un paramètre dans une mémoire et de poursuivre des calculs d'itération par exemple. Une telle manipulation était à exclure en comptabilité en raison du nombre d'écritures à traiter. Laisser tomber les fichiers de cartes perforés ? Oui, il faut le dire à condition de conserver à côté les machines comptables, solution que les plus sages des chefs comptables ont conservée de leur propre initiative.
En raison de cette situation confuse, les comptables en entreprises opérant sur machines comptables ainsi que les constructeurs de ces machines pouvaient dormir tranquille. Ce ne sera pas demain la veille que ces machines redoutables mettraient en danger la sécurité de l'emploi des opérateurs sur machines comptables en particulier et celui des comptables en général. Telle était à l'époque, non sans raison l'état d'esprit de la majorité du personnel administratif confronté à cette informatique qui faisait tout bien mieux, et surtout beaucoup plus vite que l'homme.
Par conséquent, les constructeurs de matériels informatiques informés des déboires des utilisateurs ne pouvaient en attendant mieux, que mettre en sourdine sinon au pilori toutes nouvelles velléités à vouloir braver les limites fixées au matériel informatique sur le marché, tout en affirmant pourvoir résoudre des problèmes de comptabilité aux cas où les clients insistaient.
La Manurhin, l'autre Grande entreprise mulhousienne, après avoir examiné les propositions du CdC, ne l'a finalement pas appliquée. Elle a opté pour la rénovation de son parc de machines comptables de marque Nationale.
Bien que les CdC laissassent miroiter la tenue des fichiers en mémoires des ordinateurs, en pratique les utilisateurs de ce système ne pouvaient se passer du fichier historique sous forme de cartes perforées pour la classe des tiers.
Grâce à ce fichier, le comptable gardait au moins un semblant d'indépendance. En cas de litige ou de demande d'extrait ponctuel de compte, il gardait la possibilité physique de le recomposer par extraction des détails d'un solde de compte. Pourtant, le comptable n'était pas au bout de ses peines. Pour la matérialisation de son extrait de compte, il devait se présenter au chef de l'exploitation de l'ordinateur qui selon sa charge de travail effectuait le tirage demandé. Selon la capacité du chef de projet de l'application, le comptable devait se contenter d'une liste d'analyse de créance arrangée par ses soins à la machine à écrire pour la circonstance. (Voir plus bas un cas de ce genre)
Série de documents à l'appui du côté négatif du système.

#### Les affaires Enron et Vivendi
Lors de l'éclatement de la bulle financière en 2002, plusieurs grands groupes de télécoms ou de médias ont été critiqués pour la faible transparence de leur comptabilité et le recours à des sociétés partiellement externes qui portaient l'essentiel de la dette. L'Américain Enron et le Français Vivendi Universal ont ainsi multiplié les acquisitions à l'insu des actionnaires, ce qui les a amené à la cessation de paiement pour le premier et à l'obligation de vendre des filiales dans la précipitation pour le second.

### XXIe siècle
Les comptes des entreprises ne reflètent pas forcément leur véritable état de santé, en raison des opérations complexes hors-bilan, pour lesquelles il faut recourir à de très bons analystes financiers, selon Colette Neuville, la présidente de l'Adam (Association de défense des actionnaires minoritaires).

## Discipline universitaire

### Institutions et publications
L'histoire de la comptabilité, ou accounting history en anglais, constitue une sous-discipline académique à part entière. Elle se décline en plusieurs sous-spécialités, selon les objets (comptabilité de gestion, comptabilité financière, etc.), les approches théoriques (marxiste, foucaldienne ou rationaliste), les proximités avec d'autres disciplines (histoire, économie, sciences politiques, sociologie), les sources (orales ou archivistiques), les périodes et les aires géographiques explorées.
La plupart des chercheurs dans ce domaine — majoritairement des hommes — viennent nom pas du champ de l'histoire mais de celui de la comptabilité. Ils exercent principalement dans les business schools ou les départements d'économie-gestion des universités, où ils enseignent à des futurs comptables plutôt qu’à des historiens. En l’absence de département universitaire qui leur soit propre, leur cohésion repose avant tout sur des conférences de recherche et d’associations scientifiques. Les échanges avec la discipline historique sont limités, ou plutôt unilatéraux : les historiens de la comptabilité s’approprient les outils, les méthodes et les problématiques des historiens, sans que la réciproque soit fréquente.
L'association savante la plus influente dans le domaine est l'Academy of Accounting Historians, fondée en 1973 aux États-Unis, à la suite d'un colloque organisé à Québec en août de la même année. Très américaine à l'origine, elle s'ouvre de plus en plus aux chercheurs du reste du monde. Son rôle a été central dans le développement de la discipline : création d’un journal spécialisé, publication de monographies, animation de groupes de travail, repérage d’archives, soutien à des centres de recherche, et intégration de l’histoire de la comptabilité dans les cursus universitaires en comptabilité. En Europe, l'International Committee of Accounting Historians joue également un rôle important. Il a tenu son premier symposium en octobre 1970 à Bruxelles. Dans de nombreux pays, il existe des comités nationaux ou des associations dédiées à cette spécialité : Écosse, Grande-Bretagne, Nouvelle-Zélande, Japon, Italie, France ainsi qu'une association qui regroupe les pays hispanophones.
Les années 1990 marquent un âge d'or pour la discipline, avec une forte hausse du nombre de publications (articles, livres...). De nombreux journaux académiques (anglophones) généralistes en comptabilité publient régulièrement des travaux en histoire de la comptabilité (Abacus ; Accounting, Auditing & Accountability Journal ; Accounting and Business Research ; Accounting, Organizations and Society ; et Critical Perspectives on Accounting). Il existe aussi des journaux spécialisés (Accounting Historians Journal ; Accounting, Business & Financial History ; sans compter des publications en italien, espagnol, japonais...).
Le principal congrès scientifique des historiens de la comptabiltié est le World Congresses of Accounting Historians.

### Historiographie
Dans l'historiographie, on distingue généralement deux courants principaux, parfois en opposition frontale, parfois considérés comme complémentaires : l'histoire de la comptabilité traditionnelle et la new history. La première est plus proche des archives et consacrée à l'histoire des techniques et des facteurs internes et externes qui ont contribué à leur développement quand la seconde porte une ambition théorique et critique plus forte et essaye de saisir le rôle social de la comptabilité.
Les premières contributions importantes sont réalisées à la fin du 19e siècle en langues italienne et, dans une moindre mesure, allemande. L'école italienne a recours à l'histoire pour fonder sa théorisation très poussée de la comptabilité, comme chez Giovanni Cerboni. En Allemagne, des contributeurs importants sont Ernst Jäger, Balduin Penndorf ou encore Karl Kheil qui concentre ses recherches sur l'histoire intellectuelle précoce de la comptabilité. En langue anglaise, dans The Origin and Progress of Book-keeping publié en 1852, Benjamin Foster commente les livres sur la comptabilité parus jusque là. Éloigné d'une histoire intellectuelle à la Foster, Richard Brown se concentre lui sur les pratiques et le développement de la profession. En 1905, il publie A History of Accounting and Accountants où il célèbre la profession comptable qui devrait, selon lui, être considérée à l'égal de la médecine et du droit.
Aux États-Unis, les premières recherches se concentrent sur la comptabilité en partie double, au détriment d'autres formes de comptabilité comme le cost accounting ou le comptabilité de gestion, comme par exemple chez Ananias Charles Littleton. Dans les années 1930 et 1940, les économistes et les historiens du social commencent à s'intéresser au sujet. Il le font en commentant les travaux de Max Weber et surtout de Werner Sombart sur le sujet. L'économiste Basil Yamey, qui travail avec Littleton, publie une critique de la thèse de Sombart sur l'importance de la comptabilité dans le développement du capitalisme. Ces travaux, notamment quand ils traitent de périodes après 1600, sont centrés sur les pays anglo-saxons.
Dans les années 1950 et 1960, on compile de vastes bibliographies et on écrit des premières synthèses, avec les mêmes biais, c'est-à-dire en se focalisant quasi-exclusivement sur la comptabilité en partie double et sur le monde anglo-saxon. La sous-discipline commence à s'institutionnaliser. Elle atteint sa maturité dans les années 1970. Une base théorique reprise par certains chercheurs est empruntée à l'économie, et notamment la théorie des coûts de transaction. À cet égard, la comptabilité est primordiale parce que (1) en interne de l'entreprise, elle permet la coordination hors-marché et (2) à l’extérieur de la firme, elle permet le contrôle des managers par les actionnaires et banquiers. D'autres chercheurs, plus critiques, adoptent une perspective marxiste en critiquant le focus de leurs collègues sur l'efficience économique qui est, selon eux, idéologique et tautologique. Ils préfèrent mettre l'accent sur les conflits comme celui entre le Capital et le Travail (la comptabilité sert à contrôler le processus de travail et à décider de la répartition des profits), entre Blancs et Noirs, etc. L'autre grand auteur mobilisé par les courants critiques est Michel Foucault et son analyse critique des discours.
Plusieurs questionnements travaillent l'histoire la comptabilité comme la question de savoir si la comptabilité a une essence (« non » disent les uns, « oui, c'est à la base de la construction de la valeur économique » disent les autres). Les approches socio-historiques tendent à adopter une approche plus large du sujet et traitent, au-delà du monde des affaires, la comptabilité du gouvernement, des ménages, des syndicats, etc. dans des situations très variées et parfois extrêmes (comme par exemple la comptabilité nazie pendant la Shoah).